# Karpato-Roetheens voetbalelftal (mannen)
Het Karpatisch-Roethenisch is een team van voetballers dat de historische landstreek Karpato-Roethenië vertegenwoordigt bij internationale wedstrijden. Karpato-Roethenië is lid van de ConIFA, een wereldvoetbalbond die bestemd is voor de landen die geen lid zijn van de FIFA en de UEFA.

## WK-historie
Karpato-Roethenië was actief op de volgende wereldkampioenschappen voetbal:

## Kritiek en controverse in Oekraïne
Het Karpatisch-Roethenisch voetbalelftal heeft na de WK-winst in 2018 controverse opgeroepen nadat Igor Zhdanov, de Oekraïense minister van Jeugd en Sport, het team verdacht van sportieve separatisme en op 11 juni 2018 meldde de Oekraïense veiligheidsdienst te willen gaan inzetten voor nader onderzoek naar banden met separatistische bewegingen of terroristische groeperingen. Diezelfde dag maakte de Oekraïense voetbalbond bekend de politie te gaan inschakelen voor een onderzoek en een uitsluiting te overwegen voor de Karpatisch-Roethenische spelers die uitkomen in de prof- en amateurcompetities van de Oekraïense FFU.
De voetbalbond ConIFA reageerde op 12 juni 2018 in een verklaring dat zij geen positie inneemt betreft de politieke status van haar leden, maar dat bij haar weten de medewerkers van het Karpatisch-Roethenisch team zich op geen enkele wijze hebben uitgedrukt met separatistische gevoelens of secessionistische ambities. De ConIFA neemt als neutrale voetbalbond afstand van propaganda, separatisme en de intimidaties van de Oekraïense voetbalbond en stelt op haar beurt dat elke speler in staat moet kunnen zijn om diens identiteit te kunnen uitdragen in de voetbalsport.